# Silence (computerspel)
Silence is een point-and-click avonturenspel uit 2016. Het spel werd ontworpen en verdeeld door Daedalic Entertainment. Het spel kwam uit op 15 november 2016.

## Verhaal
Noah, een jongen die eerder uit een coma ontwaakte en tijdens die toestand droomde over de clown Sadwick in de wereld van Silence, en zijn jongere zus Renie moeten schuilen voor een luchtbombardement. Ze zoeken onderdak in een bunker die door het bombardement wordt geraakt. Daardoor belandt Noah terug in de wereld van Silence, maar ditmaal in zijn eigen gedaante. Daar ontdekt hij dat zijn zus zich ook ergens in die wereld bevindt. Noah gaat op zoek naar haar. Daarna moeten ze een oplossing vinden om terug te keren naar hun reële wereld.

## Spelbesturing
Het spel werd gemaakt met de Visionaire Studio-engine en volgt het principe van een klassiek avonturenspel: de speler bestuurt het hoofdpersonage Noah. Noah dient conversaties aan te gaan met andere personages. Verder dient hij een inventaris aan te maken met voorwerpen die her en der worden gevonden. Deze voorwerpen kan men al dan niet combineren tot een nieuw voorwerp. Via informatie verkregen via de dialogen en door gebruik te maken van objecten uit de inventaris kunnen puzzels opgelost worden. Verder bevat het spel meerdere minigames.